# Linia kolejowa nr 847
Linia kolejowa nr 847 – jednotorowa, niezelektryfikowana linia kolejowa łącząca posterunek odgałęźny Konopat z bocznicą szlakową Świecie nad Wisłą ZCiP.
Linia umożliwia obsługę Zakładów Papierniczych Mondi przez pociągi towarowe jadące ze stacji Terespol Pomorski.